# Roberto Satoshi Souza
Roberto Satoshi de Souza (Brasil, 19 de setembro de 1989), mais conhecido como Roberto Satoshi ou apenas por Toshi , é um lutador brasileiro de jiu-jitsu e artes marciais mistas, descendente de japoneses por parte da mãe, radicado no Japão, na cidade de Iwata, Shizuoka. Atualmente compete na categoria peso-leve do Rizin Fighting Federation, sendo o atual campeão desta categoria. Atual campeão REAL FIGHT CHAMPIONSHIP na categoria super-leve (-74.2kg). Terceiro filho de Adilson Souza, fundador da Bonsai Jiu-Jitsu.

## Biografia

### BJJ • Grappling
Sob a orientação de seu pai, ele aprendeu judô e jiu-jitsu brasileiro desde cedo.
Em julho de 2006, foi campeão mundial de jiu-jitsu em duas categorias, faixa azul média e absoluto.
Em setembro de 2007, ele seguiu seus irmãos mais velhos Mauricio Dai Souza e Marcos Yoshio Souza para o Japão e se mudou para Hamamatsu, Shizuoka aos 18 anos. Quando ele veio para o Japão, ele trabalhou como operário de fábrica enquanto praticava e ensinava na Academia Bonsai Iwata e na Academia de Artes Marciais Bullterrier com seus dois irmãos mais velhos.
Em 2 de dezembro de 2007, participou do DEEP X 02 Real King Tournament da categoria até 76kg. Na primeira luta, enfrentou Takayuki Muramatsu e venceu aplicando um arm-lock. Lutou contra Kei Ouchi nas semifinais e venceu finalizando com um arm-lock também. Lutou contra Soutarou Yamada na final, venceu por decisão dos juízes e conquistou o campeonato.
Em junho de 2009, conquistou o Campeonato Mundial de Jiu-Jitsu na faixa roxa categoria leve.
Em junho de 2010, conquistou o Campeonato Mundial de Jiu-Jitsu faixa marrom categoria leve.
No dia 10 de outubro de 2010, participou do DEEP X 06 Brazilian Jiu-Jitsu Super Tournament na categoria até 75kg. No primeira luta, enfrentou Takashi Ouchi e venceu finalizando com um wrist lock (mão de vaca). Ele enfrentou Tetsuya Kondo nas semifinais e venceu por finalização com um arm-lock. Na final, enfrentou Koji Shimazaki, e venceu aplicando um arm-lock também, e apesar de ser faixa-marrom, derrotou três faixas-pretas para conquistar a vitória.
Em 1º de maio de 2011, ele recebeu a faixa preta de Jiu-Jitsu brasileiro de seu pai.
Abril de 2012, Abu Dhabi World Professional Jiu-Jitsu Championship faixa marrom/preta peso leve, derrotando Davi Ramos, Thiago Braga, J T Torres e Lucas Lepri,  para ganhar o campeonato pela primeira vez.
Em 9 de junho de 2018, ele participou do QUINTET FIGHT NIGHT em Tokyo como membro do TEAM HALEO. Na primeira luta, lutou contra Daisuke Nakamura, capitão do TEAM U-ZUKIDO, e venceu finalizando com um mata-leão. Na final, lutou contra a equipe do TEAM CARPE DIEM, vencendo o segundo lutador, David Garmo,  o terceiro lutador, Yoshihiko Matsumoto, ambos com mata-leão em rápida sucessão, ele lutou contra o vice-capitão Masahiro Iwasaki e terminou empatado.
Em 5 de outubro de 2018, participou do QUINTET 3 como membro do TEAM SAKURABA à convite de Kazushi Sakuraba juntamente com seu irmão Marcos Yoshio Souza. Na primeira luta, enfrentou Gordon Ryan, terceiro lutador do TEAM ALPHA MALE, e terminou empatado.

### MMA
Ele fez sua estréia no MMA em 20 de outubro de 2013 no REAL FIGHT MMA CHAMPIONSHIP 3 na China.
Em 5 de dezembro de 2015, ele lutou contra Ryuki Ueyama na primeira luta do torneio de decisão do cinturão no REAL 3 Super Lightweight Championship Tournament na categoria super leve (-74,2kg), e venceu finalizando com um triângulo.
Em 12 de março de 2016, ele lutou  contra Yuta Kaneko nas semifinais do Real 4 Super Lightweight Championship Tournament no Tokyo Dome City Hall e venceu por nocaute técnico no primeiro round aos 2:06.
Em 12 de junho de 2016, lutou  contra o Pat Ayuyu na final do REAL 5 Super Lightweight Championship Tournament no Tokyo Dome City Hall e acabou vencendo com uma finalização em um arm-lock. Com essa vitória ganhou o cinturão na categoria super leve da REAL FIGHT CHAMPIONSHIP.

### RIZIN
Em 21 de abril de 2019, ele lutou contra Satoru Kitaoka no RIZIN 15, que foi sua primeira participação no RIZIN, e venceu por nocaute técnico no segundo round aos 3:56.
Em 28 de julho de 2019, ele lutou contra Mizuto Hirota no RIZIN 17 e venceu por nocaute no primeiro round aos 3:05. Durante a performance de microfone pós-luta, ele gritou: "Isso não é UFC, é RIZIN!",
Em 12 de outubro de 2019, ele enfrentou Johnny Case na primeira rodada do RIZIN LIGHTWEIGHT GRAND PRIX 2019 na categoria leve no RIZIN 19, onde levou um eye poke no olho esquerdo fazendo o arbitro Jason Herzog interpretar como nocaute tecnico e finalizando a luta. Sofreu a primeira derrota de sua carreira.
Em 9 de agosto de 2020, ele enfrentou Yusuke Yachi no RIZIN.22 e venceu por nocaute técnico no primeiro round aos 1:52.
Em 13 de junho de 2021, ele lutou contra o campeão do RIZIN LIGHTWEIGHT GRAND PRIX 2019, Tofiq Musaev, na primeira disputa dos cinturões na categoria leve do RIZIN no RIZIN 28. No primeiro round, ele venceu finalizando com um triângulo ao puxar para a guarda, e conseguir conquistar o cinturão nos pesos leves do RIZIN. Durante o hino nacional antes da luta, ele escolheu o hino nacional japonês em vez do hino nacional brasileiro. Após a vitória, ele levantou a bandeira japonesa, amarrou o cinturão e gritou no microfone: "Eu fiz uma promessa ao Japão! Trouxe o cinturão do RIZIN de volta!"
Em 31 de dezembro de 2021, ele derrotou o desafiante Yusuke Yaji na luta pelo disputa no título leve do RIZIN no RIZIN 33 finalizando com um triângulo no segundo round aos 3:30. Defendeu com sucesso o cinturão pela primeira vez.
Em 17 de abril de 2022, na luta pela disputa do título dos leves do RIZIN no RIZIN 35, ele fez a luta revanche contra o desafiante Johnny Case pela primeira vez após dois anos e meio e venceu no primeiro round com um triângulo. Teve sucesso na revanche e conseguiu defender o cinturão pela segunda vez

## Carreira no MMA
Em 2021, conquistou uma das vitórias mais rápidas de sua carreira no MMA ao conquistar o ouro dos leves da RIZIN Fighting Federation, em Tokyo, no Japão, surpreendendo-se com a facilidade com que foi contra Tofiq Musayev. Musayev estava em uma sequência de 14 vitórias consecutivas sobre nomes como Patricky Pitbull, Johnny Case , Damien Brown e Daron Cruickshank indo para RIZIN 28, mas levou apenas 72 segundos para o especialista brasileiro em jiu-jitsu bater o vencedor do Grande Prêmio de 2019 com um triângulo. O especialista em jiu-jitsu considera sua vitória no RIZIN 28 sua “maior conquista como atleta”, especialmente por ter sido o primeiro lutador de MMA a conquistar um cinturão dentro do histórico Tokyo Dome desde o PRIDE: Conflito Final 2003.Tofiq está esperando por uma revanche em Azerbaijão. Você tem muita sorte de ter lutado contra o melhor lutador da história japonesa e mundial.

## Cartel no MMA
| Cartel no MMA   |             |           |
| 14 lutas        | 14 vitórias | 0 derrota |
| Por nocaute     | 4           | 0         |
| Por finalização | 6           | 0         |
| Por decisão     | 4           | 0         |

| Res.    | Cartel | Oponente        | Método                         | Evento                                | Data       | Round | Tempo | Local          | Notas                      |
| ------- | ------ | --------------- | ------------------------------ | ------------------------------------- | ---------- | ----- | ----- | -------------- | -------------------------- |
| Vitória | 12-1   | Tofiq Musayev   | Finalização (Triângulo Choke)  | Rizin FF - Rizin 28                   | 13/06/2021 | 1     | 1:12  | Ryogaku Wada   | Luta pelo título dos leves |
| Vitória | 11-1   | Kazuki Tokudome | Finalização (Triângulo)        | Rizin FF - Rizin 27                   | 21/03/2021 | 1     | 1:44  | Masato Kataoka |                            |
| Vitória | 10-1   | Yusuke Yachi    | TKO (socos)                    | Rizin FF - Rizin 22 de                | 09/08/2020 | 1     | 1:52  | Tókio          |                            |
| Derrota | 9-1    | Johnny Case     | TKO (socos)                    | Rizin FF - Rizin 19: GP 1ª Rodada     | 12/10/2019 | 1     | 1:15  |                |                            |
| Vitória | 9-0    | Mizuto Hirota   | KO (socos)                     | Rizin FF - Rizin 17                   | 28/07/2019 | 1     | 3:05  |                |                            |
| Vitória | 8-0    | Satoru Kitaoka  | TKO (socos)                    | Rizin FF - Rizin 15                   | 21/03/2019 | 2     | 3:56  |                |                            |
| Vitória | 7-0    | Seung Dae Baek  | Finalização                    | Arzalet Fighting Globe Championship 4 | 24/11/2018 | 1     | 1:06  |                |                            |
| Vitória | 6-0    | Thiago Oliveira | Finalização                    | Arzalet Fighting Globe Championship 2 | 21/10/2017 | 1     | 3:00  |                |                            |
| Vitória | 5-0    | Pat Ayuyu       | Finalização                    | Real Fight Championship 5             | 12/06/2016 | 1     | 1:54  |                |                            |
| Vitória | 4-0    | Yuta Kaneko     | TKO (socos)                    | Real Fight Championship 4             | 12/03/2016 | 1     | 2:06  |                |                            |
| Vitória | 3-0    | Ryuki Ueyama    | Finalização (Triângulo de mão) | RFC: Real Fight Championship 3        | 05/12/2015 | 1     | 2:13  |                |                            |
| Vitória | 2-0    | Doo Jae Jung    | Finalização                    | RFC: Real Fight Championship 1        | 23/12/2014 | 1     | 1:05  |                |                            |
| Vitória | 1-0    | Nuerla Murati   | Finalização                    | Real - Real Fight MMA Championship 3  | 20/10/2013 | 1     | 2:37  |                |                            |